# Te Puaitaha / Breaksea Sound
Der Te Puaitaha / Breaksea Sound ist ein als Fjord zu bezeichnender Meeresarm auf der Südinsel von Neuseeland.

## Geographie
Der rund 33,3 km lange Te Puaitaha / Breaksea Sound befindet sich rund 60 km westsüdwestlich von Te Anau an dem südwestlichen Teil der Westküste der Südinsel. Der Sound, der sich nach rund 19 km in die beiden Meeresarme Vancouver Arm und Broughton Arm aufteilt, besitzt eine Küstenlänge von rund 110 km und mist an seiner breitesten Stelle rund 2,5 km. Der Eingang zum Sound ist rund 7 km breit. Der Te Puaitaha / Breaksea Sound umfasst eine Fläche von 61,5 km² und misst an seiner tiefsten Stelle 365 m. Sein Wassereinzugsgebiet erstreckt sich über eine Fläche von 337 km².
Die den Sound umgebenden Berge erheben sich bis auf über 1300 m Höhe.
Der Te Rā / Dagg Sound befindet sich rund 11 km nördlich und der Tamatea / Dusky Sound, zu dem eine Verbindung über die Acheron Passage existiert und die rund 17 km lange und rund 15 km breite Insel Resolution Island zwischen ihnen liegt, rund 18 km südlich.

## Geologie
Der Te Puaitaha / Breaksea Sound ist im klassischen Sinne ein Fjord, der wie alle Fjorde im Südwesten der Südinsel auch, einerseits durch Gletscherbewegungen der letzten Kaltzeit entstanden ist und andererseits durch die Überflutung des Tals durch den ansteigenden Meeresspiegel gebildet wurde. Die Bezeichnung Sound kam durch die ersten europäischen Siedler und Seefahrer, die zahlreiche Täler in der Region Fiordland als Sounds bezeichneten, eine Benennung, die eigentlich nur für die von der Seeseite her geflutete Flusstäler verwendet wird, so wie die Sounds in den Marlborough Sounds im Norden der Südinsel. Die Seefahrer, zumeist englischer oder walisischer Herkunft, kannten von ihrer Heimat her keine Fjorde und so verwendeten sie für die Meeresarme die ihnen bekannten Bezeichnungen, die später auch nicht mehr korrigiert wurden.